# Буребиста
Буребиста (на старогръцки: Βοιρεβίστας) е цар на даките и гетите, който за първи път обединява техните племена и ги управлява между 82 и 44 г. пр.н.е. Той повежда грабителски и завоевателни походи в Централна и Източна Европа, подчинявайки повечето съседни племена. След заговора срещу него и убийството му империята се разпада на няколко по-малки държави.

## Изграждане на държавата на Буребиста
Създаването на латенски тип икономика през III-II век пр. Хр. се създава йерархична система в племенните обединения. Такива обединения се срещат както при трансилванските даки (по времето на цар Рубобост), така и при молдовските и влашките гети (със център Арджедава). Буребиста пръв създава племенен съюз между даките и гетите.
По принцип племенният съюз е слабо централизирана държава с военна организация подобна на тази на елинистическите царства. Не е известна точната степен на централизация, като някои археолози, например К. Локиър, дори отричат съществуването на същинска държава, тъй като археологическите доказателства показва много регионални традиции, а приликите са малко. Други археолози, например А. Дяконеску, считат, че е съществувала централизирана държава. Поради многото археологически фактори не е ясно която теория е правилна.
Смята се, че по времето на Буребиста в местното общество се формира робство, подобно на това в Древна Гърция и Древен Рим, но повечето работа вероятно се е вършела от свободни хора.
Страбон пише, че Буребиста успява да държи племената си под контрол с помощта на магьосника и прорицател Деценей, който е обучен в Египет. Подчинението на народа към Буребиста е толкова голямо, че по негова заповед те си режат вените и се напиват с вино. Йорданес твърди, че главния жрец има почти царски пълномощия и учи хората на законен кодекс, известен като Белагин, както и етика, философия и естествени науки.
В ядрото на империята на Буребиста е система каменни укрепления върху възвишенията в планината Оръщие.

## Завоевания и външна политика
Буребиста извършва политика за завладяване на нови територии. В поход от 60-59 г. пр.н.е. той напада и завладява келтските племена бои и тавриски, населяващи Среден Дунав в земите на днешна Словакия. След 55 г. пр.н.е. и вероятно преди 48 пр.н.е. Буребиста завладява крайбрежието на Черно море, превземайки всички гръцки колонии от Олбия (Одеса) до Аполония (Созопол), както и цялата Дунавска равнина до Балканите. Страбон споменава и за поход срещу келтско племе, делящо земи с траките и илирите (вероятно скордиските).
Единственият гръцки полис, с който Буребиста поддържа добри отношения е Дионисополис (Балчик). Според надпис, открит в града, гражданинът му Акорнион е пръв съветник на Буребиста.
В зенита на силата си, империята на Буребиста се простира от Карпатите в Словакия до Балканите и от Среден Дунав до Черно море. Страбон казва, че гетите могат да съберат армия от 200 000 души по време на война, по-скоро преувеличена стойност, показваща всъщност броя на способните за военна служба мъже, а не броя на войските. Буребиста сериозен съперник на Римската империя, защо войската му има възможност да пресече Дунав и да ограби римските градове чак в Тракия, Македония и Илирия.
През 48 г. пр.н.е. той се присъединява на страната на Помпей Велики срещу Юлий Цезар в Гражданската война на Цезар, като изпраща Акорнион като посланик и военен съветник. След като Цезар побеждава, той планира да изпрати легиони да разбият Буребиста, но преди да го направи, на 15 март 44 г. пр.н.е., е убит в Сената.

## Смърт
Буребиста е убит след заговор на племенната аристокрация, която смята, че стремежът към централизация на държавата би смалил властта ѝ. След смъртта му империята се разпада с изключение на ядрото в планините Оръщие, разделяйки се на няколко отделни царства. Когато Октавиан Август изпраща армия срещу гетите, бившата държава на Буребиста е разделена на четири части.

## Памет
Има само три първични източника, като споменават Буребиста: Страбон, Йорданес и мраморна плочка с надпис, открита в Балчик, България (днес изложена в Националния исторически музей в София), която споменава за Акорнион.
В Румъния, започвайки от 70-те години на XX век, комунистическият диктатор Николае Чаушеску използва античната история, гледана през филтъра на националистична и спорна интерпретация, известна под името протохронизъм, за да оправдае начина си на управление. Например Буребиста, който е велик завоевател, е смятан просто за обединител на дакийските племена.
Като част от тази тенденция през 1980 г. румънската държавна власт обявява 2050-ата годишнина от появата на „обединена и централизирана“ държава на даките при Буребиста, сравнявайки я с Румъния на Чаушеску и обявявайки непрекъснатото съществуване на страната от Буребиста до Чаушеску.
Тази годишнина кара пресата да посочи някои „прилики“ между Буребиста и Чаушеску, като дори професионални историци, като например Йон Хорациу Кришан, забелязват, че похвалните думи за Буребиста силно наподобяват тези, които партийните дейци използват за Чаушеску.
През 1980 г. е заснет филм за живота на Буребиста.

### Първични източници
- Страбон, „География“
- Йорданес, „Гетика“

### Вторични източници
- Лучиан Боя, „Историята и легендите в румънското съзнание“
- Хадриан Дайковичу, „Даките“